# Бэйдайхэ
Бэйдайхэ (кит. 北戴河, пиньинь Běidàihé, палл. Бэйдайхэ, буквально: «река идущая на север») — район городского подчинения городского округа Циньхуандао провинции Хэбэй (КНР).

## География
Бэйдайхэ расположен в северно-восточной части провинции Хэбэй, в 280 км от столицы Китая — Пекина, на берегу Бохайского залива Жёлтого моря. С севера естественной границей является горная цепь Яньшань. Бэйдайхэ простирается на 11 км вдоль побережья и занимает площадь 70,14 км².

### Климат
В Бэйдайхэ умеренно континентальный, влажный климат.
- Средняя годовая температура – 12,1 °С;
- Средняя относительная влажность воздуха – 63%;
- Среднегодовой уровень осадков – 736 мм.

## Население
Население Бэйдайхэ — более 130 тыс. человек. Более 90 % населения составляют ханьцы.

## История
В китайских исторических источниках об этой местности впервые упоминается более 2000 лет назад.
После того, как Цинская империя в 1645 году выделила в Маланьлине место для погребения членов правящей династии, эти земли оказались в зоне, в которой, в соответствии с теорией «фэншуй», запрещается вести какое-либо строительство и проводить изменения ландшафта, и поэтому на четверть тысячелетия они стали заповедной зоной. В 1737 году был учреждён уезд Линьюй (临榆县), и эти земли оказались под его юрисдикцией.
В конце XIX века после прибытия сюда зарубежных специалистов по строительству железных дорог эта местность стала популярной и превратилась в курорт. Дипломаты, миссионеры и бизнесмены из Тяньцзиня, а также из пекинских дипломатических миссий начали строить на берегу залива коттеджи и виллы. В 1898 году императорским указом Бэйдайхэ был объявлен курортом «общекитайского значения».
В ноябре 1948 года посёлок Циньхуандао был повышен в статусе до города Циньюй (秦榆市), в который вошли территории современных районов Хайган, Шаньхайгуань и Бэйдайхэ. В марте 1949 года в связи с тем, что Шаньхайгуань был повышен в статусе до города и переведён в состав провинции Ляоси, город Циньюй был преобразован в город Циньхуандао. В 1954 году в составе Циньхуандао был образован район Бэйдайхэ.
Далее он стал известен, как место работы и отдыха руководства КПК во время летнего сезона, крупный центр лечения и оздоровления в Китае, одно из знаменитых в мире мест для наблюдения за птицами, город-сад или «природный бар кислорода» (51% района покрыт зелеными насаждениями). Курорт был открыт для посещения иностранцам в 1979 году.
В настоящее время курорту присвоен специальный приз «Отличный туристический город Китая».

## Административное деление
Район Бэйдайхэ делится на 2 уличных комитета и 2 посёлка.

## Экономика
Бэйдайхэ является популярным приморским курортом. 
На территории Бэйдайхэ находится три крупных лечебных центра:
- Хэбэйский санаторий «Цигун»;
- Лечебно-диагностический центр «Энергия востока»;
- Санаторий Всекитайской федерации профсоюзов города Бэйдайхэ

Побережье Бэйдайхэ имеет три пляжа. В Бэйдайхэ находятся парк песчаных аттракционов, сафари-парк, парк «Морской мир», дельфинарий, аквапарк, пешеходная торговая улица в европейском стиле.